# Faucet Failure
„Faucet Failure” – singel amerykańskiego rapera Ski Mask the Slump God z jego albumu Stokeley z 2018 roku wydany 9 kwietnia 2019 roku. Osiągnął numer 87 na amerykańskiej liście Billboard Hot 100 i numer 55 na kanadyjskim Hot 100 na początku 2019 roku. Teledysk do tego utworu został wydany w lutym 2019 roku.

## Teledysk
Teledysk został wyreżyserowany przez Cole Bennett'a został wydany w dniu 26 lutego 2019 roku. Został nazwany „ekscentrycznym, niekonwencjonalnym i kreskówkowym” przez magazyn XXL, a także „psychodelicznym” przez HotNewHipHop. Wideo przedstawia Ski Mask the Slump Goda uderzającego starszego naćpanego mężczyznę oraz strusia.

## Pozycje na listach

### Pozycje pod koniec tygodnia
| Lista (2018–2019)                     | Pozycja |
| ------------------------------------- | ------- |
| Kanada (Canadian Hot 100)             | 55      |
| Nowa Zelandia (RMNZ)                  | 12      |
| USA Billboard Hot 100                 | 87      |
| USA Hot R&B/Hip-Hop Songs (Billboard) | 35      |

### Pozycje pod koniec roku
| Lista (2019)                          | Pozycja |
| ------------------------------------- | ------- |
| USA Hot R&B/Hip-Hop Songs (Billboard) | 79      |

## Certyfikaty
| Kraj       | Certyfikat | Ilość sprzedanych egzemplarzy |
| ---------- | ---------- | ----------------------------- |
| USA (RIAA) | 2× Platyna | 2,000,000                     |